# Каппельн
Каппельн (нім. Kappeln) — місто в Німеччині, розташоване в землі Шлезвіг-Гольштейн. Входить до складу району Шлезвіг-Фленсбург.
Площа — 43,32 км2. Населення становить 8609 ос. (станом на 31 грудня 2020).